# أبو طاهر الشيرازي
أبو طاهر الشيرازي (الفارسية: ابوطاهر شیرازی) كان مسؤولاً فارسيًا، وكان يعمل سكرتيرًا (دبيرًا) للقائد الساماني العبد حسام الدولة تاش. كان أبو طاهر ينتمي إلى عائلة من أهل شيراز، ومن هنا جاءت نسبته "الشيرازي". كان لديه ابن اسمه أبو نصر أحمد الشيرازي، والذي سيشغل فيما بعد منصب وزير الدولة الغزنوية.